# Euro-Maasgeul
Euro-Maasgeuel oder Eurogeul (niederländisch) bezeichnet eine Wasserstraße für Seeschiffe vor der Küste der Niederlande. Die künstlich angelegte Fahrrinne (niederländisch geul) ermöglicht den Schiffen mit Tiefgang bis 22,85 Meter das Anlaufen des Tiefwasserhafens von Rotterdam. Die Zufahrtsroute ist aufgeteilt in das Eurogeul von rund 46 Kilometern (25 Seemeilen) und das anschließende Maasgeul von 11 Kilometern (6 Seemeilen), das vor der Maasvlakte in der Provinz Südholland endet.

## Eurogeul

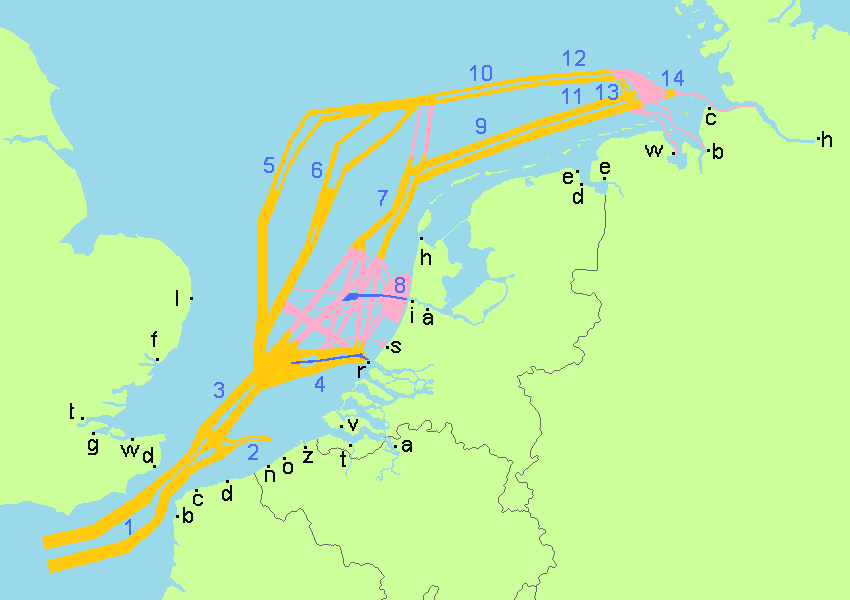
Schifffahrtsrouten der Nordsee

Im Ärmelkanal zwischen Großbritannien und den Niederlanden verläuft ein Netzwerk von internationalen Schifffahrtsrouten für Seeschiffe mit sehr großem Tiefgang. Um Kollisionen in dem stark befahrenen Revier zu vermeiden, ist ein Verkehrstrennungsgebiet geschaffen worden. Vor der Küste der Niederlande sinkt die Wassertiefe von den 40 Metern im Ärmelkanal auf unter 20 Meter, sodass die großen Schiffe nicht voll beladen die niederländischen Häfen ansteuern können. Daher hat Rijkswaterstaat, die niederländische Behörde für den Bau und Unterhalt von Wasserwegen, die Fahrrinne Eurogeul von 600 bis 1200 Meter Breite ausgebaggert und damit die Verbindung des Verkehrstrennungsgebiets in der Nordsee mit dem Tiefwasserhafen an der Maasvlakte geschaffen. Die Rinne wurde in den 1970er Jahren angelegt für Seeschiffe mit einem Tiefgang von rund 20 Metern. Schiffe mit noch größerem Tiefgang können den Hafen nur bei Tidehochwasser anlaufen.

## Maasgeul
Die letzten sechs Seemeilen vor der Maasvlakte werden Maasgeul genannt, das nach einem Schwenk nach Steuerbord (rechts) hinter dem Eurogeul beginnt. Die Fahrrinne hat eine Grundbreite von 600 Metern und eine garantierte Wassertiefe von 24,3 Metern (NAP). Durch die Aufsichtsbehörde Rijkswaterstaat sind Schiffe mit einem maximalen Tiefgang von 22,85 Meter zugelassen.
Die Fahrrinne läuft direkt auf die Hafeneinfahrt (Maasmond) bei Hoek van Holland zu, wo sich die Wasserstraße trennt. Der nördliche Teil führt als Nieuwe Waterweg zum Hafen Rotterdam und der Innenstadt mit dem Kreuzfahrtterminal. Der südliche Teil heißt Calandkanal und ist die Zufahrt zum Europoort und der Maasvlakte. Als Navigationshilfe hat der Nieuwe Waterweg eine rote Feuerleitlinie, während in den Calandkanal eine grüne Linie leitet. Die zentrale Feuerleitlinie in der Mitte strahlt in weiß. Jede Leitlinie besteht aus zwei hintereinander liegenden und unterschiedlich hohen Leuchtfeuern, deren Lichter bei korrekter Annäherung übereinander stehen müssen.

## Ausbau der Fahrrinne

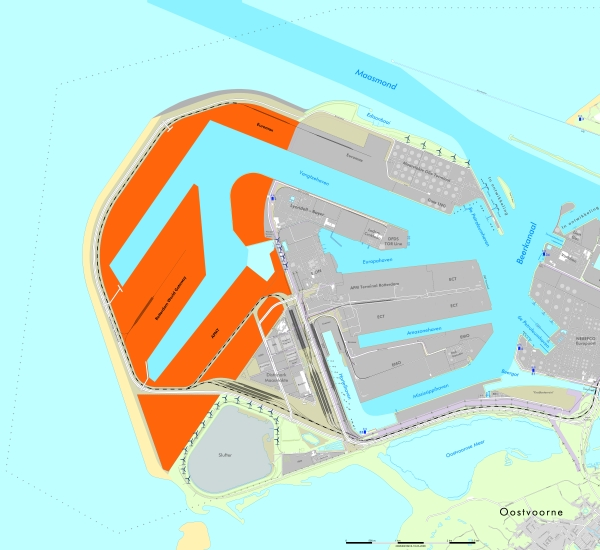
Tiefwasserhafen Maasvlakte mit Erweiterung

Der allgemeinen Trend zu immer größeren Schiffen mit entsprechend größerem Tiefgang führte zur Planung der Erweiterung der Maasvlakte zum größten Tiefwasserhafen von Europa. Dadurch wurde ein weiteres Anwachsen der Schiffsbewegungen im Euro-Maasgeul erwartet. Um den Schiffsverkehr reibungsloser und sicherer durchführen zu können, gab das Ministerium für Verkehr, öffentliche Arbeiten und Wasserwirtschaft 2008 bekannt, die Fahrrinne im Maasgeul auf 830 Meter zu verbreitern, damit in diesem Teil auch Schiffsbegegnungen von New Panamax-Schiffen erfolgen können. Mit Eröffnung der Maasvlakte 2 (geplant für 2013) sollten die dazu notwendigen Baggerarbeiten abgeschlossen sein.
Bei den Ausbauarbeiten wurden gleichzeitig am Anfang und am Ende des Eurogeul Wendepunkte von 2700 Meter Durchmesser angelegt. Wegen ihrer Form werden die Wendeplätze auch „Kettenschutz“ genannt. Die Wendeplätze können auch als Notfallankerplatz genutzt werden und haben eine garantierte Tiefe von 25,60 Metern NAP.
Die technische und nautische Verwaltung von Eurogeul und Maasgeul liegt in den Händen von Rijkswaterstaat und der Hafenverwaltung von Rotterdam. Beide Dienste sorgen dafür, dass die nautisch garantierten Tiefen eingehalten werden. Um Eurogeul, Anker- und Wendeplätze auf Tiefe zu halten, werden diese ständig überprüft und ggf. nachgebaggert. Durch die Baggerarbeiten fallen jährlich 5 bis 7 Millionen Tonnen Sand an.

## Fahrrinnenmarkierung

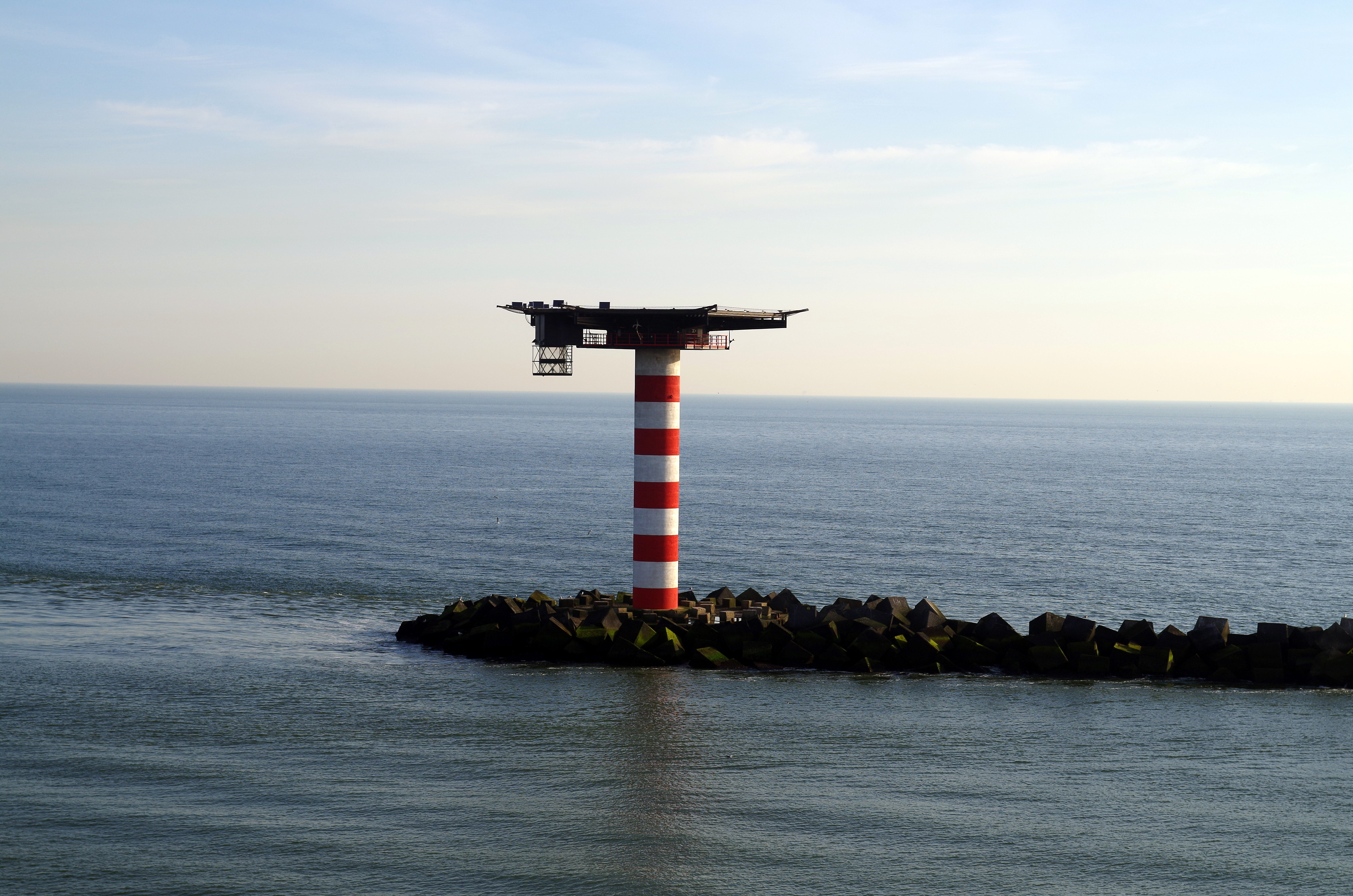
Ende Maasgeul an der Mole Oude Maas (Hoek van Holland)

Der Beginn von Eurogeul 57 Kilometer vor der Küste wird durch die EURO-E-Boje (vertikal rot-weiß gestreifte Leuchtboje) markiert. In Richtung der niederländischen Küste folgen sieben gelbe Leuchtbojen mit ungerader Nummerierung von E 1 bis E 13, die in Linksverkehr von den Schiffen an der Steuerbordseite (rechts) passiert werden müssen. Am Ende von Eurogeul liegt wieder eine vertikal rot-weiß gestreifte Leuchtboje, die mit MC markiert ist. MC bedeutet Maas Center und ist gleichzeitig der östliche Wendepunkt.
Auf halbem Weg im Maasgeul ist ein Gebiet ausgezeichnet, das nicht besonders markiert ist. Dort ist die Schiffsführung zu erhöhter Aufmerksamkeit verpflichtet, weil dort ein Kreuzungspunkt für die Sportbootschifffahrt festgelegt wurde.

## Lotswesen

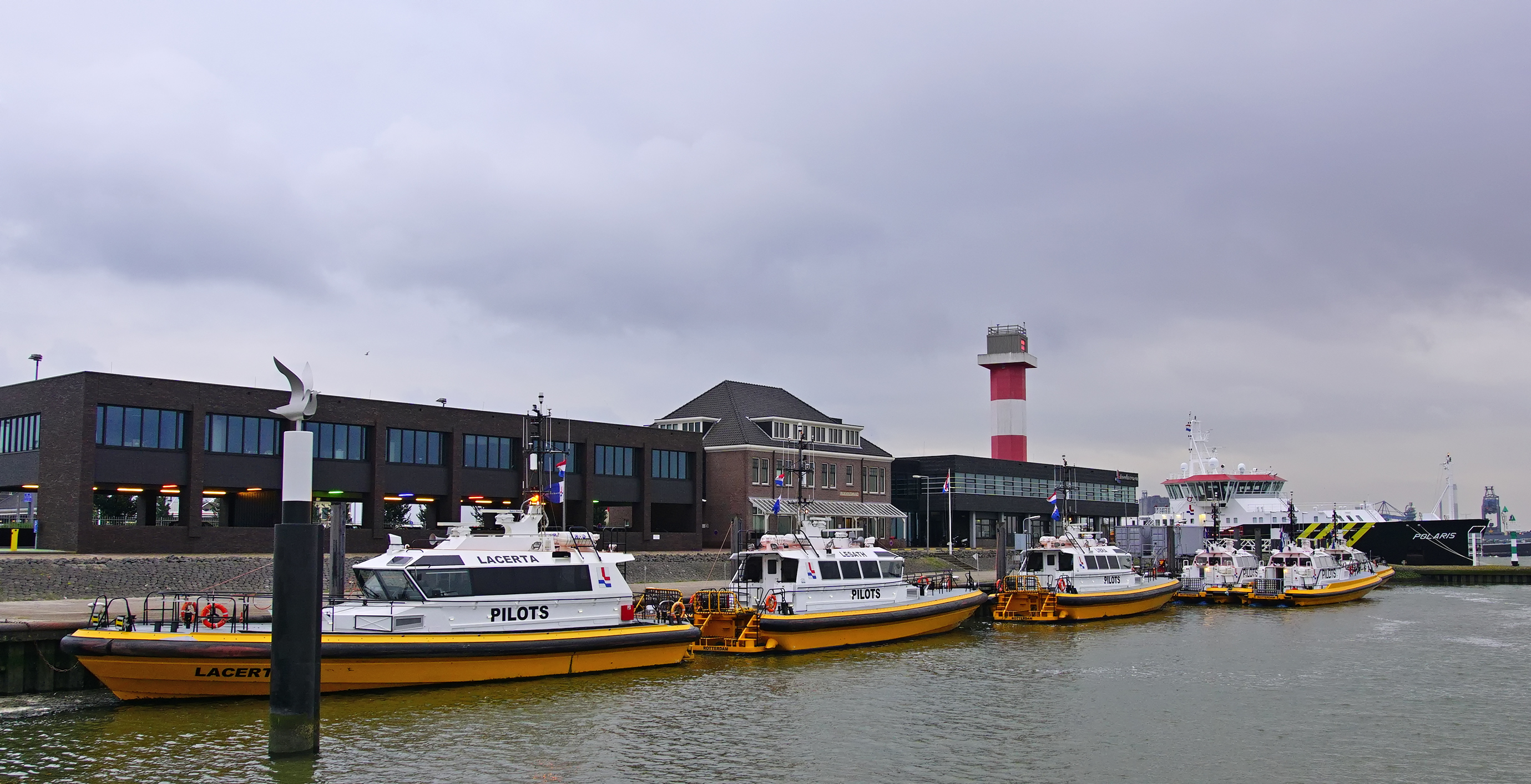
Lotsenboote im Berghafen

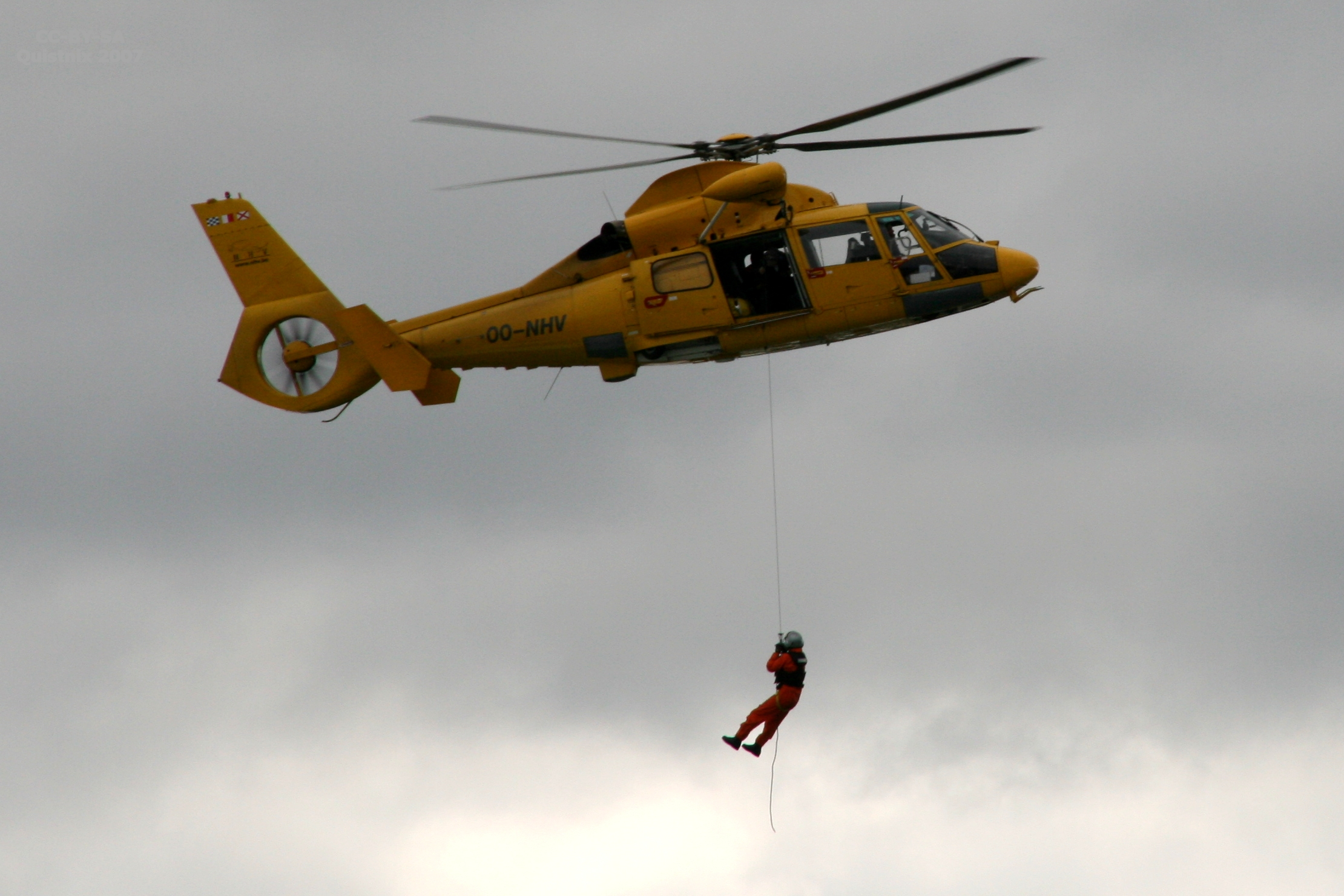
Absetzen eines Lotsen vom Hubschrauber

Der Hafen von Rotterdam ist einer der verkehrsreichsten Häfen der Welt mit jährlich rund 32.000 Schiffen. Etwa täglich fährt ein Schiff mit maximalem Tiefgang durch diese Fahrrinne. Um die Sicherheit auf See zu gewährleisten und einen reibungslosen Verkehrsfluss zu gewährleisten, muss die überwiegende Mehrheit dieser Schiffe beim Ein- und Auslaufen des Hafens einen Lotsen an Bord haben. In Bezug auf die Nutzungspflicht werden drei verschiedene Kategorien von Schiffen unterschieden:
- Normale Schiffe – mit Tiefgang weniger als 14,30 Meter – können frei den Maasmond anfahren.
- Halb-Geul-Schiffe – Tiefgang von 14,30 bis 17,40 Metern – müssen nur das Maasgeul nutzen.
- Geul-Schiffe – Tiefgang über 17,40 Metern – müssen Eurogeul und Maasgeul nutzen.

Bei Nutzungspflicht von Eurogeul bzw. Maasgeul besteht gleichzeitig Lotsenpflicht für die Gesamtlänge der Fahrrinne. Daher müssen die Geul-Schiffe schon vor dem Einlaufen ins Eurogeul einen Lotsen an Bord haben. Diese werden mit Hubschraubern auf den Schiffen abgesetzt. Die kleineren Schiffe, die das Maasgeul direkt ansteuern dürfen, übernehmen erst am Maas Center den Lotsen, der von Lotsentendern gebracht wird.
Alle Schiffe mit Lotsenpflicht werden mit zwei Lotsen besetzt – einem Geul-Lotsen und einem erfahrenen Euro-Geul-Lotsen. Durch die Aufsichtsbehörden ist es den Lotsen nicht gestattet, die Navigationsinstrumente des zu lotsenden Schiffes zu verwenden. Daher bringen die Lotsen eine eigene autonome Navigationsausrüstung mit, die mit zwei Satellitenantennen arbeitet. Die beiden Antennen bilden eine Basislinie, wodurch die genaue Schiffslage und die Bewegung von Bug und Heck genau verfolgt werden kann.
Grundlage sind das Global Positioning System (GPS) und GLONASS, ergänzt um Korrektursignale vom Ufer. Jedoch bleibt die Satellitennavigation fehleranfällig, sodass sich das niederländische Lotswesen um ein alternatives Positionierungssystem als Backup bemüht hat. Mit Förderung durch die Rotterdamer Hafenverwaltung wurde eDLoran geschaffen, das den Standort mit einer Genauigkeit von weniger als fünf Metern bestimmen kann. Es basiert auf dem Funknavigationssystem LORAN (LOng RAnge Navigation) und nutzt zusätzlich die Signale, die von Türmen in England, Frankreich und Deutschland übertragen werden. Auf einem Notebook können die Lotsen die genaue Position und den Kurs des Schiffs verfolgen. In der Kartendarstellung werden auch das Radarsignal der Hafenverwaltung und die Informationen des Automatic Identification System (AIS) eingeblendet. Dadurch werden für die Lotsen auch bei geringer Sicht die Schiffe im näheren Umkreis sichtbar gemacht.
Bei ungünstigen Wetterbedingungen können kleinere Schiffe auch von Land aus geleitet werden, wobei ein speziell ausgebildeter Lotse in einer Radarstation sitzt. Erst wenn das Schiff an der Leitmole von Hoek van Holland angelangt ist steigt der zugewiesene Lotse physisch an Bord. Ein ähnliches Verfahren gilt für auslaufende Schiffe.